# Ryszard Tarasiewicz
Ryszard Jerzy Tarasiewicz (ur. 27 kwietnia 1962 we Wrocławiu) – polski piłkarz grający na pozycji pomocnika, reprezentant kraju, trener.

## Kariera piłkarska
Wychowanek Śląska Wrocław. Występował na pozycji pomocnika. Z drużyną Wojskowych, w barwach której do 1989 roku rozegrał 214 meczów ligowych, w których strzelił 56 goli, w 1987 roku zdobył Puchar Polski i Superpuchar Polski. Jego znakiem firmowym doskonale wykonywane rzuty wolne, od ich trajektorii lotu nazywane przez bramkarzy „spadającym liściem dębu”.
Następnie występował w klubach szwajcarskich i francuskich: Neuchâtel Xamax (1989–1990), AS Nancy (1990–1992), RC Lens (1992–1994), RC Besançon (1994–1995), Étoile Carouge (1995–1996) oraz w norweskim FK Sarpsborg, w którym w 1997 roku w wieku 35 lat zakończył piłkarską karierę.

## Kariera reprezentacyjna
W reprezentacji Polski w latach 1984–1991 rozegrał 58 meczów i strzelił 9 goli. Brał udział w mistrzostwach świata 1986 w Meksyku, na których wystąpił tylko w przegranym 0:4 meczu 1/8 finału z reprezentacją Brazylii, w którym po jego faulu na Carece podyktowano rzut karny, z którego Canarinhos zdobyli gola na 1:0.

## Kariera trenerska

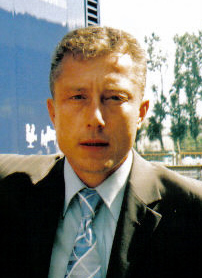
Ryszard Tarasiewicz w 2007 roku

W 2004 roku wrócił do Polski i pomimo niewielkiego doświadczenia trenerskiego został szkoleniowcem Śląska. Pod jego wodzą wrocławska drużyna wywalczyła awans do II ligi. Po zakończeniu sezonu 2005/06 Tarasiewicz, w wyniku konfliktu z ówczesnym właścicielem klubu Edwardem Ptakiem, zrezygnował z posady, a także wyraził chęć zostania selekcjonerem młodzieżowej reprezentacji Polski.
W sezonie 2006/07 prowadził II-ligową Jagiellonię Białystok, skąd został zwolniony w połowie rundy wiosennej.
19 czerwca 2007 ponownie został trenerem Śląska Wrocław (kontrakt podpisał 4 lipca na okres dwóch sezonów). W sezonie 2007/08 wprowadził Śląsk z II ligi do ekstraklasy, stając się pierwszym w historii wrocławskiego klubu szkoleniowcem, który wywalczył z drużyną dwa awanse.
Jako trener Śląska w kolejnym sezonie zajął z drużyną 6. miejsce w Ekstraklasie oraz zdobył Puchar Ekstraklasy, który był pierwszym osiągnięciem klubowym po 22 latach przerwy od pamiętnego Superpucharu Polski z 1987, który zdobył jako zawodnik.
7 listopada 2011 został trenerem ŁKS Łódź, obejmując to stanowisko po odejściu Michała Probierza. Podpisał kontrakt do końca sezonu 2011/2012. W styczniu 2012 rozwiązał umowę z łódzkim klubem z powodu złej organizacji w klubie.
10 kwietnia 2012 został trenerem Pogoni Szczecin, z którą wywalczył awans do Ekstraklasy. Współpraca z Pogonią została zakończona 6 czerwca 2012.
27 kwietnia 2013 Tarasiewicz podpisał kontrakt z Zawiszą Bydgoszcz. Zastąpił na stanowisku trenera Jurija Szatałowa i od razu przerwał serię czterech meczów bez zwycięstwa. Na koniec sezonu zdobył z Zawiszą mistrzostwo I ligi i awansował do Ekstraklasy. 2 maja 2014 poprowadził bydgoskiego Zawiszę do zdobycia pierwszego w historii klubu Pucharu Polski wygrywając w finale z Zagłębiem Lubin po serii rzutów karnych (6:5). Mecz odbywał się na Stadionie Narodowym w Warszawie, na którego trybunach zasiadło 37 120 kibiców. W 2014 nie przedłużył kontraktu z Zawiszą.
Od 17 czerwca 2014 trener Korony Kielce. Z klubem z Kielc podpisał roczną umowę, która wygasła 10 czerwca 2015.
Od 24 sierpnia 2015 trener Miedzi Legnica. 5 czerwca 2017 klub Miedź Legnica poinformował o zakończeniu z nim współpracy.
Od 11 października 2017 trener GKS Tychy. 8 marca 2020 roku GKS Tychy poinformował o zakończeniu współpracy
Od 19 października 2021 do 14 listopada 2022 trener Arki Gdynia. 
12 kwietnia 2024 został trenerem Kotwicy Kołobrzeg, z której odszedł 10 stycznia 2025.
10 marca 2025 został trenerem Warty Poznań. 10 czerwca 2025 przestał pełnić funkcję trenera Warty.

## Sukcesy

### Zawodnicze

#### Śląsk Wrocław
- Puchar Polski: 1987
- Superpuchar Polski: 1987

### Trenerskie

#### Kotwica Kołobrzeg
- Awans do I ligi: 2024

#### Śląsk Wrocław
- Awans do ekstraklasy: 2008
- Puchar Ekstraklasy: 2009

#### Zawisza Bydgoszcz
- Puchar Polski: 2014
- Awans do ekstraklasy: 2013